# Mama Saidy
Mama Saidy (geb. am 4. April 1996) ist eine gambische Fußballspielerin.

## Karriere
Mindestens seit 2007 spielt Saidy beim Interior FC. Ende 2017 war sie dort Spielführerin.
Schon Ende 2007 und 2009 gehörte sie einer Vorauswahl an, aus der ein gambisches Nationalteam der Frauen entstehen sollte.
Ende Januar 2014 sollte sie in einem Freundschaftsspiel gegen Guinea-Bissau eingesetzt werden, das jedoch kurzfristig abgesagt wurde. Im August 2017 stand sie für ein Freundschaftsspiel gegen Kap Verde im Kader des gambischen Nationalteams der Frauen, das ebenfalls abgesagt wurde.
Am 16. September 2017 stand Saidy bei Gambias erstem offiziellen internationalen Spiel gegen Guinea-Bissau im Kader.
Bei der Qualifikation für den Afrika-Cup der Frauen 2018 trat sie mit dem gambischen Team an. Das Team schied in der zweiten Runde gegen Nigeria aus, das später den Titel gewann.